# Assedio di Mafeking
L'assedio di Mafeking fu un evento bellico che ebbe luogo tra il 1899 e il 1900, nell'ambito della seconda guerra boera.
Mafeking (oggi Mahikeng, in Sudafrica) all'epoca era una cittadina di coloni inglesi nel remoto confine nord orientale fra la Colonia del Capo e la repubblica boera del Transvaal, nodo ferroviario e capoluogo amministrativo. Fu messa sotto assedio dai Boeri il 13 ottobre 1899, il giorno dopo lo scoppio della seconda guerra boera. L'assedio durò sette mesi (per l'esattezza 217 giorni), fino alla liberazione da parte delle forze inglesi, avvenuta il 17 maggio 1900. Il comandante della piazzaforte era il colonnello Robert Baden-Powell, il futuro fondatore dello scautismo, che aveva iniziato a fortificare un perimetro di 10 km intorno alla città già dal 19 settembre.

## La "missione speciale"
Durante la crisi che precedette l'inizio delle ostilità, il colonnello Baden-Powell fu uno dei dieci ufficiali inviati in "missione speciale" nella Colonia del Capo. La sua personale missione, comune a quella del suo vice, lord Edward Cecil (figlio del primo ministro lord Salisbury), sarebbe dovuta essere quella di dar vita ad una "messa in scena dimostrativa" al fine di ridurre il presidente del Transvaal Paul Kruger a più miti consigli. Questo risultato si voleva ottenere con l'arruolamento di reparti locali (che Baden-Powell per primo definiva "di fannulloni") che raggiungessero almeno un migliaio di unità, schierati proprio al confine nord occidentale del Transvaal, con base nella sperduta cittadina di Mafeking (oggi Mafikeng). In caso di guerra Baden-Powell avrebbe dovuto muovere in territorio nemico dando l'idea di puntare nientemeno che su Pretoria. Questa pazzesca azione, che Baden-Powell stesso definì "alla Jameson" (alludendo alla disperata spedizione armata del dottor Jameson del 1895, conclusasi in un disastro militare e diplomatico), apparve subito impossibile.
La scelta di Mafeking aveva per la parte boera un significato non da poco, dato che proprio da qui quattro anni prima era partita la spedizione di Jameson. La missione di Baden-Powell e dei suoi reggimenti di "fannulloni" divenne quella di "calamita": tenere Mafeking onde attirarvi contro il maggior numero di forze boere possibili, e stornare queste da una invasione della Colonia del Capo, possibilità che terrorizzava l'alto commissario imperiale Alfred Milner. Effettivamente, per i primi due mesi di ostilità, questo compito venne portato a termine in maniera encomiabile, sia per la perizia del comandante britannico che per l'inerzia di quello boero, il generale Piet Cronje, più adatto alla guerra di movimento (in cui diede effettivamente filo da torcere agli inglesi) che agli assedi.
Un contingente di un migliaio di irregolari (in buona parte il Protectorate Regiment arruolato di fresco, ma anche i cittadini abili alle armi di Mafeking) al comando di ufficiali imperiali tenne a bada fino a ottomila boeri, impedendo loro di essere impiegati altrove, in un momento in cui le forze britanniche, pur notevolmente superiori, collezionavano solo sconfitte.

### Le forze in campo
Le truppe a disposizione di Baden-Powell consistevano in:
- 470 soldati del Protectorate Regiment
- 90 poliziotti del corpo della Polizia del Sudafrica
- 100 poliziotti del corpo della Polizia del Capo
- 70 fucilieri del Bechuanaland
- 400 membri della Guardia Cittadina
- 400 africani armati per l'occasione

La debole guarnigione aveva a disposizione un vero e proprio "circo" di variegate bocche da fuoco, tra cui due pezzi da 7 libbre ad avancarica; il Wolf (così battezzato in onore di Baden-Powell, per via del soprannome datogli dai Matabele), un tubo d'acciaio da 4 pollici con una trebbiatrice come affusto e una culatta saldata nell'officina ferroviaria, capace di lanciare un proietto da 18 libbre a oltre 3,5 km di distanza; il Lord Nelson, pezzo navale del 1770, in ottone, scovato in una fattoria (dove serviva come cardine) dal maggiore Alexander Godley del Protectorate Regiment.
Le truppe assedianti variarono nel tempo. Baden-Powell nei suoi scritti incrementò il numero degli assedianti, passando da 6-7000 fino ai 12000 di qualche anno dopo. In realtà, è possibile che all'inizio il generale Cronje avesse a disposizione circa 6000 burghers, ma dopo alcuni mesi, su disposizione del Presidente Kruger, che ritenne sempre Mafeking di scarsa importanza strategica, spostò molti dei suoi uomini altrove, lasciando circa 2000 uomini. L'artiglieria assediante era costituita da nove moderni pezzi da campagna e da un cannone Creusot da 94 libbre.

## La difesa di Baden-Powell

Francobollo emesso a Mafeking durante l'assedio boero

La difesa di Mafeking rese celebre in tutto l'impero britannico Baden-Powell. Ufficiale estremamente eccentrico per lo standard dell'epoca dell'esercito britannico, univa una mente ingegnosissima, lucida e tesa con inesorabile freddezza all'obiettivo finale ad un carattere giocoso, positivo ed esibizionista, e ad un notevole ascendente sui suoi uomini. Ciò gli permise di non farsi sfuggire di mano la situazione in nessuna occasione, neppure nei momenti più drammatici. Il rovescio della medaglia sta nei provvedimenti, a volte brutali, adottati in particolar modo nei confronti della popolazione di colore.

### Mafeking circondata: contromisure e "artiglieria di fantasia"
L'eccezionale difesa fu merito della grande inventiva e della perfetta conoscenza delle tecniche di sopravvivenza e scouting da parte del colonnello inglese; la cittadina infatti fu completamente circondata sin dai primi giorni dell'assedio e quindi completamente isolata dal resto del mondo (vennero tagliati i cavi del telegrafo), ma per gli inglesi questo non fu un problema: Robert Baden-Powell infatti addestrò degli indigeni locali e grazie ai suoi insegnamenti questi iniziarono ad attraversare le linee nemiche senza essere presi, con una buona regolarità, e furono quindi ristabiliti i contatti tra la città e le possibili forze di liberazione.

### Il grandebluff
Inoltre Baden-Powell escogitò alcuni trucchi che scoraggiassero l'assalto da parte dei boeri. Uno di questi consisteva nel simulare, da parte degli uomini che facevano le sentinelle al di fuori delle mura della città, di scavalcare qualcosa, come se ci fosse un ostacolo, ogniqualvolta che passavano in un determinato punto; in questo modo i boeri, che osservavano le difese con il cannocchiale, pensavano che le sentinelle scavalcassero dei reticolati (che non sarebbero stati visibili a quella distanza, anche se fossero stati reali) e ciò faceva pensare agli assedianti che le difese fossero molto più valide di come non erano in realtà. Per la bellezza di sette volte poi, fra ottobre e novembre, pattuglie di incursori vennero inviate contro le linee boere (a rifilare delle "pedate", come diceva Baden-Powell), fornendo a Cronje una immagine molto più agguerrita di quanto in realtà non fosse della guarnigione britannica. Questa audace tattica costò tuttavia pesanti perdite nella guarnigione, quasi un sesto degli uomini abili (163 uomini fra morti, feriti e dispersi), perdite molto più pesanti, in proporzione, dell'assedio di Ladysmith.

### I cadetti di Mafeking

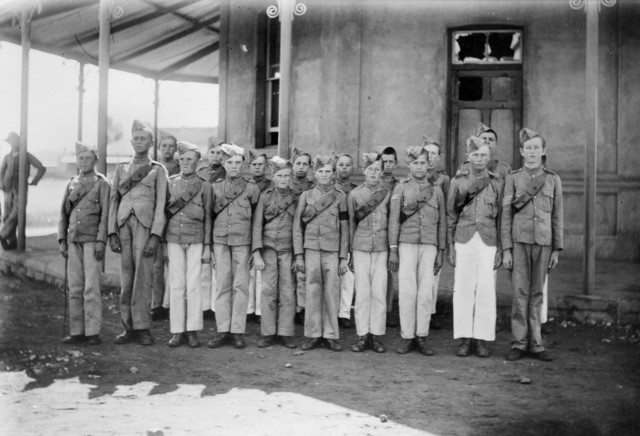
I cadetti di Mafeking

Tutti gli uomini atti alle armi furono mobilitati, e quindi restavano scoperti alcuni servizi logistici, in particolare quello postale. Fu allora che il maggiore Edward Cecil, capo di stato maggiore di Baden-Powell ebbe l'idea di organizzare i ragazzi della città di età superiore ai sette anni per svolgere funzioni di ausiliari, quali postini, portaordini, vedette e così via; li divise in gruppi di cinque-sei ciascuno, capitanati da un ragazzo che essi stessi sceglievano tra di loro. In questo modo la consegna delle lettere (sia militari che private) riprese a pieno regime.

### Servizi postali
Il responsabile cittadino delle Poste decise allora di stampare i francobolli con sopra l'effigie di Robert Baden-Powell, trasgredendo così alla consuetudine dell'epoca che voleva solo i volti dei regnanti raffigurati sui francobolli; Baden-Powell se ne rammaricò ufficialmente, ma nelle sue lettere private al contrario esprimeva il suo compiacimento per il fatto, un po' per vanità un po' per il suo spiccato senso dell'umorismo. Scriveva infatti alla madre: «La mia testa sui francobolli! Se questa non è una prova che noi a Mafeking siamo una repubblica indipendente...». Successivamente però chiese che sui francobolli venissero rappresentati i cadetti che si erano così egregiamente comportati.

## La controffensiva boera
La situazione cambiò nel campo dei boeri successivamente alla partenza del generale Cronje, che andò a sud dove respinse l'avanzata del ben più numeroso contingente inglese, comandato da Lord Methuen. Il suo sostituto, generale Snyman, se possibile ancora più privo di iniziativa, rimase a tenere l'assedio con 1500 uomini circa. Per mesi l'assedio divenne un esercizio di pazienza e di nervi, con Baden-Powell risoluto a non permettere che i boeri facessero di Mafeking una base logistica.
Il nuovo comandante in capo delle forze boere, il generale Louis Botha, razionalizzò le forze assedianti e pianificò una possibile conquista della città. Per un certo periodo Botha assunse personalmente la direzione delle operazioni sul campo. Il generale Botha era un osso più duro del suo predecessore, e le sue truppe erano uscite vittoriose in parecchie occasioni durante i primi mesi del conflitto.
A questo punto Robert Baden-Powell decise di utilizzare i ragazzi anche per compiti più pericolosi: barellieri, trasporto munizioni e trasporto viveri. In principio Baden-Powell era preoccupato nell'affidare questi compiti a dei ragazzi, ma disse loro che essi erano responsabili delle loro azioni, e che non avessero timore di sbagliare: "Ogni uomo sbaglia, un uomo che non ha mai sbagliato non ha mai fatto nulla nella vita". Uno solo di questi ragazzi perse la vita a seguito delle ferite riportate per l'esplosione di una granata boera (Frankie Brown di 9 anni, il più giovane dei cadetti), mentre l'assedio fece 212 vittime fra i difensori). Al termine dell'assedio 38 di essi ricevettero un'onorificenza.

### Il colpo di coda di Sarel Eloff
Nella notte tra l'11 e il 12 maggio il migliore dei comandanti di Snyman, Sarel Eloff (uno degli innumerevoli nipoti di Kruger e comandante del commando di Johannesburg), mise in atto un suo audace piano per penetrare nella città assediata attraverso il quartiere indigeno. Il tempo stringeva, dato che il comandante supremo britannico, lord Roberts, aveva già inviato una colonna di cavalleria forte di 2000 uomini al comando del colonnello Mahon con l'obiettivo di rompere l'assedio. Con la spavalderia che gli era caratteristica Eloff affisse nel laager un biglietto recante l'ordine: "partenza per Mafeking stanotte. Prima colazione domattina all'albergo Dixon's". Il comandante boero tuttavia partì all'attacco con soli 240 uomini, contro i 700 previsti. Il grosso delle forze di Snyman mise in atto una diversione che permise al commando di superare silenziosamente due fortini e di entrare nel villaggio indigeno. Qui i boeri commisero un errore tattico, appiccando il fuoco a numerose capanne. Le alte fiamme scaturite atterrirono i baralong del villaggio, segnalarono a Snyman che la penetrazione era in atto, ma furono anche un segnale d'allarme per Baden-Powell. Quasi senza incontrare resistenza i boeri circondarono la vecchia caserma della Chartered Company, catturandone i ventinove occupanti (tra cui il colonnello Hore, vice di Baden-Powell e comandante del Protectorate Regiment).
Nel frattempo il comandante inglese aveva fatto suonare l'allarme generale, ancora in dubbio se si trattasse di una diversione o di un vero attacco. Spedito contro Eloff il maggiore Alexander Godley e confortato da rinforzi molto eterogenei (ferrovieri armati, una riserva del Protectorate Regiment al comando del capitano FitzClarence, civili volontari, e un centinaio di indigeni), Baden-Powell riuscì ad avere il controllo completo della situazione dal suo posto di comando, grazie alla rete telefonica da lui fatta installare, che diede prova di perfetta efficienza nel momento forse più difficile. Un attacco in forze di Snyman avrebbe infatti potuto compromettere la situazione, ma i rinforzi boeri non arrivarono, né arrivò un ulteriore attacco. Le forze di Godley affrontarono ottimamente i boeri dividendoli in due gruppi distinti. I baralong diedero qui prova di grande valore, adottando il metodo della caccia al leone, lasciando cioè passare il nemico verso il suo obiettivo, e schierandosi poi alle spalle tagliandogli la ritirata. La situazione boera si fece disperata nel pomeriggio del 12, tanto che in serata Eloff dovette addirittura arrendersi ai suoi stessi prigionieri. Il mattino seguente poté quindi fare colazione al Dixon's, ma in compagnia di Baden-Powell. Le perdite boere ammontarono a 160 tra morti, feriti e prigionieri. Le perdite della guarnigione furono di dodici morti e otto feriti, in maggioranza africani. La liberazione della città avvenne pochi giorni più tardi.

## Dopo la liberazione
Dopo la liberazione in tutta la Gran Bretagna vi furono grandi manifestazioni di piazza per celebrare il successo (dopo mesi di notizie negative). Robert Baden-Powell divenne un eroe nazionale, fu nominato maggior generale, a soli 43 anni, e nel 1903 (la guerra era terminata l'anno precedente) ritornò in patria, arricchito soprattutto dall'esperienza con i ragazzi di Mafeking: questa esperienza sarà una delle basi dell'idea dello scautismo.

## Controversie
Per lungo tempo sono state mosse accuse a Baden-Powell per la sua condotta durante l'assedio di Mafeking. La fonte principale è un'opera di Pakenham, importante storico delle guerre boere. Lo stesso storico, in seguito a ricerche successive, riconobbe l'infondatezza delle accuse.